# Augustus Keppel
Augustus Keppel, 1. wicehrabia Keppel (ur. 25 kwietnia 1725, zm. 2 października 1786) – brytyjski arystokrata i polityk, admirał Royal Navy, weteran wojny siedmioletniej i wojny o niepodległość USA.

## Życiorys

### Kariera w Royal Navy
Był drugim synem Willema van Keppela, 2. hrabiego Albemarle, i Anne Lennox, córki 1. księcia Richmond. Do Royal Navy zaciągnął się w wieku 10 lat. Służbę rozpoczął na pokładzie HMS Centurion pod komendą admirała George’a Ansona. W 1740 wziął udział w jego wyprawie dookoła świata. O mało nie stracił życia podczas zdobywania Paity w 1741. W 1742 otrzymał stopień kapitana marynarki. Podczas wyprawy zaprzyjaźnił się z Johnem Campbellem oraz utracił większość zębów na skutek szkorbutu. Po powrocie do Wielkiej Brytanii w 1744 otrzymał rangę komandora porucznika, następnie komandora. W latach 1749–1751 posłował do deja Algieru, aby skłonić go do przeciwdziałania pirackim działaniom jego poddanych.
Po wybuchu wojny Francuzów i Indian został wysłany w 1755 do Ameryki Północnej, jednak po wybuchu wojny w Europie został w 1756 skierowany na wybrzeże Francji. W 1758 walczył z Francuzami u zachodnich wybrzeży Afryki. W 1759 dowodzony przezeń HMS Torbay jako pierwszy wszedł do bitwy w zatoce Quiberon. W marcu 1761 objął dowodzenie nad HMS Valiant i brał udział w zdobyciu Belle Isle. W 1762 brał udział w wyprawie na Kubę pod komendą wiceadmirała Pococka (w tej samej wyprawie wzięli udział dwaj bracia Keppela – William i George, który dowodził wojskami lądowymi). W październiku 1762 został kontradmirałem. Od lipca 1765 do listopada 1766 był członkiem Rady Admiralicji. 24 października 1770 otrzymał rangę wiceadmirała. Po wybuchu sporu z Hiszpanią o Falklandy został wysłany na południowy Atlantyk, jednak spór rozstrzygnięto nim doszło do walk.

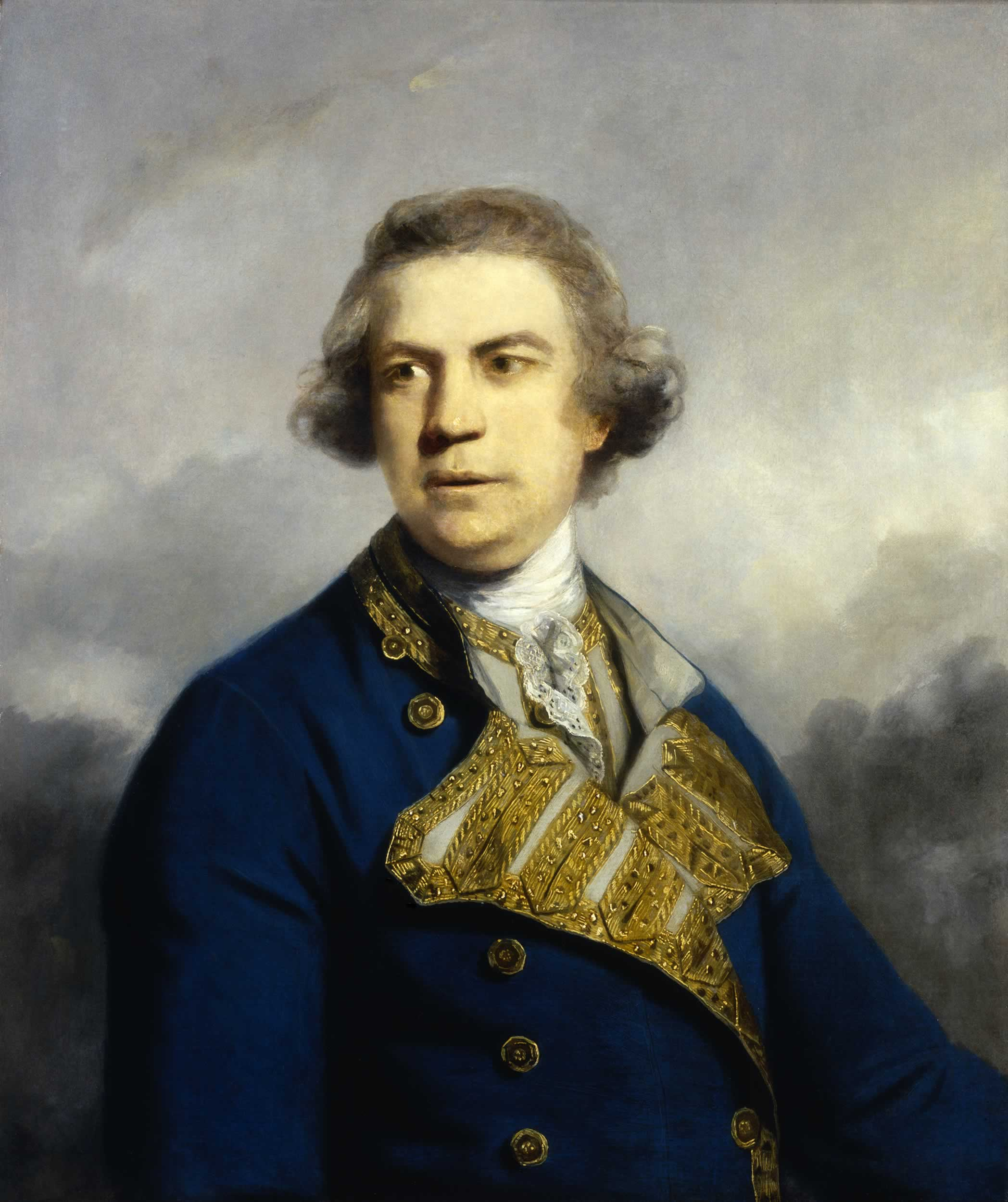
Admirał Keppel w 1765

W 1778 otrzymał dowództwo nad Eskadrą Zachodnią, która miała działać na wodach francuskich po wystąpieniu tego kraju po stronie zbuntowanych kolonii amerykańskich. Rychło popadł w konflikt z jednym ze swoich podwładnych, admirałem Hugh Palliserem. Konflikt pogłębił się pod nierozstrzygniętej bitwie pod Ushant, kiedy dowodzący strażą tylną Palliser nie przyłączył się do sił głównych. Obaj admirałowie rozpoczęli wówczas kampanię kalumnii, co doprowadziło ich obu przed sąd polowy, który jednak oddalił wszystkie zarzuty przeciwko nim. Mimo to w marcu 1779 Keppel złożył dowództwo.

### Kariera polityczna
Od 1755 zasiadał w ławach Izby Gmin jako reprezentant okręgu Chichester. W 1761 zmienił okręg wyborczy na Windsor, a od 1780 reprezentował Surrey. W 1782 otrzymał tytuły wicehrabiego Keppel i barona Elden, i zasiadł w Izbie Lordów.
Związany był z wigowskim stronnictwem „przyjaciół Króla” lorda Rockinghama. Należał do grona przeciwników rządu lorda Northa. Kiedy Rockingham zastąpił Northa na stanowisku premiera w 1782, Keppel został pierwszym lordem Admiralicji. Pozostał na tym stanowisku także po śmierci Rockinghama, kiedy premierem został lord Shelburne. Zrezygnował jednak w 1783, w proteście przeciwko postanowieniom pokoju wersalskiego.
Powrócił do gabinetu jeszcze w 1783, po utworzeniu koalicyjnego rządu księcia Portland. Ponownie został wówczas pierwszym lordem Admiralicji. Po upadku tego gabinetu w grudniu 1783 wycofał się z czynnego życia publicznego.
Zmarł w 1786. Nigdy się nie ożenił i nie pozostawił potomstwa. Wraz z jego śmiercią wygasły jego tytuły parowskie.